# Hawalli (gouvernorat)
Pour les articles homonymes, voir Hawalli (homonymie).
Hawalli est un gouvernorat du Koweït, sa capitale est Hawalli.
En 2000, le gouvernorat est divisé en deux créant la sixième subdivision de Mubarak Al-Kabeer au sud du territoire.